# Valenzalternation
Unter Valenzveränderung oder (fachsprachlicher) Valenzalternation versteht man in der Sprachwissenschaft die Beziehung zwischen zwei Verben (oder Verbformen) mit demselben Stamm, die Unterschiede in der Anzahl oder Konfiguration ihrer grammatischen Ergänzungen aufweisen (also unterschiedliche Valenz aufweisen). Bei einer Valenzalternation bestehen zwischen den Varianten also vor allem Unterschiede im Satzbauplan; Abwandlungen der Bedeutung sind oft Begleiterscheinung oder Auslöser der Alternation, stehen aber bei dieser Begriffsbildung nicht im Vordergrund.
Der Begriff der Valenzalternation überschneidet sich stark mit dem Begriff der Diathese. Als Diathesen werden insbesondere solche Valenzalternationen bezeichnet, die durch Konjugationsformen eines Verbs bewirkt werden. Der Begriff der Diathese wird aber oft auch auf andere Valenzalternationen ausgedehnt (vor allem in der englischsprachigen Fachliteratur).

## Grundlagen
Ein Beispiel aus dem Deutschen ist die Alternation zwischen schenken und beschenken. Beide Verben haben drei semantische Mitspieler: Schenker (bzw. Agens), Beschenkter (bzw. Rezipiens), und Geschenk (bzw. Thema). Die syntaktische Funktion der Mitspieler unterscheidet sich aber: Bei schenken ist der Beschenkte ein Dativ-Objekt und das Geschenk ein Akkusativ-Objekt (z. B. Die Oma schenkte dem Enkelsohn eine Puppe), während bei beschenken der Beschenkte ein Akkusativ-Objekt ist, während das Geschenk als Präpositionalobjekt mit mit ausgedrückt wird (Die Oma beschenkte den Enkelsohn mit einer Puppe).
Typischerweise haben Sprachen eine ganze Reihe von Verben, die zu einem Valenzalternations-Muster gehören. Ähnlich wie schenken/beschenken verhalten sich im Deutschen auch andere Verbpaare wie auftragen/beauftragen, dienen/bedienen, drohen/bedrohen, schicken/beschicken. Valenzalternations-Muster (oder kurz: Valenzalternationen) sind oft produktiv (d. h., sie können auf neue Verben angewandt werden) und manchmal können sie so durchgehend gebraucht werden, dass man nicht von zwei verschiedenen Verben, sondern von zwei verschiedenen Flexionsformen eines Verbs spricht (z. B. beim Passiv).

## Markierung von Valenzalternationen
Valenzalternationen können auf verschiedene Weise markiert sein. Die in den Sprachen der Welt häufigste Markierung ist durch Affigierung. Zum Beispiel wird im Lesgischen das Kausativ durch das Suffix –ar gebildet (aqwaz- 'anhalten (intransitiv)'/aqwazar- 'anhalten (transitiv)'). Und im Russischen wird das Antikausativ durch das Suffix –sja gebildet (otkryt 'öffnen'/otkryt-sja 'aufgehen').
Statt eines Affixes kann auch ein selbständiges Wort eine Valenzalternation ausdrücken, wie etwa im Deutschen, wo das Antikausativ in einzelnen Fällen durch das Reflexivpronomen sich gebildet wird (öffnen/sich öffnen).
Eine Valenzalternation kann auch durch eine Kombination von Affix und selbständigem Wort ausgedrückt werden. Das deutsche Passiv z. B. verwendet ein Hilfsverb (werden) plus Passivpartizip (das selbst durch Affigierung gebildet wird): kauf(-en)/ge-kauf-t werd(-en).
Wenn die Valenzalternation durch ein Affix oder ein selbständiges Wort ausgedrückt wird, kann man leicht zwischen der Basis und dem abgeleiteten Element unterscheiden, und es liegt nahe, dann von Valenzveränderung zu sprechen. Zum Beispiel ist es sinnvoll, lesgisch aqwaz- 'anhalten (intransitiv)' als Basis zu bezeichnen, und aqwaz-ar- 'anhalten (transitiv)' als von dieser Basis abgeleitetes Wort. Da das abgeleitete Wort eine andere Valenz hat, hat sich die Valenz durch die Ableitung „geändert“.
Aber nicht immer lässt sich eine Ableitungsrichtung feststellen. Zum Beispiel kann eine Alternation durch Affixe an beiden alternierenden Verben gekennzeichnet sein (japanisch atsuma(-ru) 'sich sammeln'/atsume(-ru) 'sammeln'). Oder es liegt ein leicht unterschiedlicher Stamm vor (litauisch luž(-ti) 'zerbrechen (intransitiv)'/lauž(-ti) 'zerbrechen (transitiv)'). Oder beide alternierenden Verben werden mit einem unterschiedlichen Hilfsverb gebildet (Hindi šuruu honaa 'anfangen (intransitiv)'/šuruu karnaa 'anfangen (transitiv)'). Oder beide Verben haben unterschiedliches Flexionsverhalten (z. B. deutsch zerbrechen (transitiv/intransitiv), aber ist zerbrochen (nur intransitiv)/hat zerbrochen (nur transitiv)).
Schließlich kommt es oft vor, dass bei einer Valenzalternation keinerlei formale Veränderung stattfindet. Deutsche Verben wie anhalten, beginnen, verbrennen, kochen, schmelzen, rollen, einfrieren können sowohl transitiv wie intransitiv verwendet werden. Man würde dann nicht unbedingt sagen, dass es sich um zwei verschiedene Verben handelt, aber auch solche Fälle werden zu den Valenzalternationen gerechnet.

## Die wichtigsten Typen von Valenzalternationen

### Kausativ
Beim Kausativ kommt ein Agens-Partizipant hinzu, der als Subjekt ausgedrückt wird.			
Nichtkausativ
| semantische Rolle     | Agens   | Patiens |
| syntaktische Funktion | Subjekt | Objekt  |

Beispiel: Das Kind löffelt die Suppe aus.
Kausativ
| semantische Rolle     | Kausator | Agens   | Patiens |
| syntaktische Funktion | Subjekt  | Objekt1 | Objekt2 |

Beispiel: Die Erzieherin lässt das Kind (=Objekt1) die Suppe (=Objekt2) auslöffeln.

### Passiv
Beim Passiv wird ein Agens-Partizipant nicht als Subjekt ausgedrückt, sondern als Obliquus oder gar nicht. Die Nichtpassiv-Form wird auch Aktiv genannt.			
Aktiv (= Nichtpassiv)
| semantische Rolle     | Agens   | Patiens |
| syntaktische Funktion | Subjekt | Objekt  |

Beispiel: Das Kind löffelt die Suppe aus.
Passiv
| semantische Rolle     | Agens      | Patiens |
| syntaktische Funktion | (Obliquus) | Subjekt |

Beispiel: Die Suppe wird (vom Kind) ausgelöffelt.

### Applikativ
Beim Applikativ wird ein Partizipant als Objekt ausgedrückt, der in der Ausgangskonstruktion nur als Obliquus ausgedrückt werden kann. 			
Nichtapplikativ
| semantische Rolle     | Agens   | Thema  | Rezipiens      |
| syntaktische Funktion | Subjekt | Objekt | Dativ-Obliquus |

Beispiel: Die Oma schenkte dem Enkelsohn (= Rezipiens) eine Puppe (= Thema).
Applikativ
| semantische Rolle     | Agens   | Thema        | Rezipiens |
| syntaktische Funktion | Subjekt | mit-Obliquus | Objekt    |

Beispiel: Die Oma beschenkte den Enkelsohn (= Rezipiens) mit einer Puppe (= Obliquus).
Wenn der Obliquus der Ausgangskonstruktion eine Ortsangabe ist, wird eine Alternation dieser Art auch Lokativ-Alternation genannt (Der Bauer lud Heu auf den Wagen/Der Bauer belud den Wagen mit Heu).

### Antipassiv
Beim Antipassiv wird das Patiens nicht als Objekt ausgedrückt, wie in der Ausgangskonstruktion, sondern als Obliquus. Im Deutschen gibt es kein produktives Antipassiv, aber vereinzelt finden sich Alternationen, die dem Antipassiv in anderen Sprachen sehr ähneln (z. B. schlagen/einschlagen auf). 
Aktiv (= Nichtantipassiv)
| semantische Rolle     | Agens   | Patiens |
| syntaktische Funktion | Subjekt | Objekt  |

Beispiel: Der Junge schlug die Puppe.
Antipassiv
| semantische Rolle     | Agens   | Patiens  |
| syntaktische Funktion | Subjekt | Obliquus |

Beispiel: Der Junge schlug auf die Puppe ein.

### Antikausativ
Beim Antikausativ, auch rezessiv genannt, wird das Agens (und die Bedeutung der Verursachung) völlig eliminiert. Wie beim Passiv wird der Patiens-Partizipant zum Subjekt, aber das Agens wird nicht als Subjekt ausgedrückt und spielt auch in der Verbbedeutung keine Rolle.
transitives Ausgangsverb
| semantische Rolle     | Agens   | Patiens |
| syntaktische Funktion | Subjekt | Objekt  |

Beispiel: Die Oma öffnete die Tür.
Antikausativ
| semantische Rolle     | Patiens |
| syntaktische Funktion | Subjekt |

Beispiel: Die Tür öffnete sich.

### Ambitransitiv
Man spricht von einer Ambitransitiv-Alternation, wenn ein und dasselbe Verb sowohl transitiv als auch intransitiv verwendet werden kann. 
ambitransitives Verb, transitive Verwendung
| semantische Rolle     | Agens   | Patiens |
| syntaktische Funktion | Subjekt | Objekt  |

Beispiel: Die Sprecherin begann ihren Vortrag.
ambitransitives Verb, intransitive Verwendung
| semantische Rolle     | Patiens |
| syntaktische Funktion | Subjekt |

Beispiel: Der Vortrag begann.